# Zoroaster carinatus
Zoroaster carinatus is een zeester uit de familie Zoroasteridae.
De wetenschappelijke naam van de soort werd in 1893 gepubliceerd door Alfred William Alcock.